# Gouldsboro (Pensilvania)
Gouldsboro es un lugar designado por el censo ubicado en el condado de Wayne en el estado estadounidense de Pensilvania. En el año 2010 tenía una población de 890 habitantes.

## Geografía
Gouldsboro se encuentra ubicado en las coordenadas 41°14′45″N 75°26′28″O / 41.24583, -75.44111.. Según la Oficina del Censo de los Estados Unidos, Gouldsboro tiene una superficie total de 2,99 mi² (7,7 km²), de la cual 2,59 mi² (6,7 km²) corresponden a tierra firme y 0,4 mi² (1 km²) es agua.